# Solid Gold
Solid Gold – polski film sensacyjny z 2019 według scenariusza i w reżyserii Jacka Bromskiego.
Plany zdjęciowe znajdowały się w Gdyni, Sopocie, Warszawie i Kazimierzu Dolnym.

## Obsada
- Marta Nieradkiewicz jako Kaja Miller, młoda, uczciwa policjantka
- Janusz Gajos jako Nowicki, wysoki oficer CBŚ
- Andrzej Seweryn jako Kawecki, nieuczciwy biznesmen
- Olgierd Łukaszewicz jako generał Wilkosz
- Danuta Stenka jako Krystyna
- Piotr Stramowski jako	Adamski
- Andrzej Konopka jako	Nogaj
- Mateusz Kościukiewicz jako	Solarz
- Maciej Maleńczuk jako 	Konarski
- Krzysztof Stroiński jako	Kaziak
- Marcin Czarnik jako 	Leon "Smok" Smoczyński
- Olena Leonenko jako	Tamara Kawecka
- Ewa Kasprzyk jako	Paulina
- Artur Żmijewski jako	Ryszard Kramer
- Andrzej Zieliński jako	Melchior
- Marcin Hycnar jako	Sebastian "Maks" Kulka
- Sławomir Orzechowski jako	Wacławski
- Zofia Bromska jako	Zosia
- Artur Krajewski jako	Gilowski
- Wenanty Nosul
- Piotr Witkowski jako	Adam
- Paweł Jakubowski jako	Piotr
- Karol Pocheć jako	Jedynak
- Konrad Eleryk jako	goryl Jedynaka
- Katarzyna Ziębicka jako	Tereska
- Dariusz Karpiński jako	kierownik kasyna
- Mariusz Ostrowski jako	Meduła
- Wiesław Cichy jako	minister
- Krzysztof Szczepaniak jako	Złotowski
- Jacek Bromski jako	prokurator
- Piotr Łukawski jako	celnik
- Janusz Kąkol jako	kierowca Kaweckiego
- Łukasz Idkowiak jako	goryl Adamskiego
- Katarzyna Śmiechowicz jako	Wanda
- Mateusz Rusin jako	amant
- Piotr Downar-Zapolski jako	młodzieniec
- Karolina Staniec jako	Renata

## Bez skrupułów
Bez skrupułów – pięcioodcinkowy serial na podstawie produkcji Solid Gold będący rozwinięciem wątków z filmu emitowany w telewizji Polsat od 31 października do 14 listopada 2020.

### Obsada
- Marta Nieradkiewicz jako Kaja Miller, młoda, uczciwa policjantka
- Janusz Gajos jako Nowicki, wysoki oficer CBŚ
- Andrzej Seweryn jako Kawecki, nieuczciwy biznesmen
- Olgierd Łukaszewicz jako generał Wilkosz
- Danuta Stenka jako Krystyna
- Piotr Stramowski jako	Adamski
- Andrzej Konopka jako	Nogaj
- Mateusz Kościukiewicz jako	Solarz
- Maciej Maleńczuk jako 	Konarski
- Krzysztof Stroiński jako	Kaziak
- Marcin Czarnik jako 	Leon "Smok" Smoczyński
- Olena Leonenko jako	Tamara Kawecka
- Ewa Kasprzyk jako	Paulina
- Maria Dębska jako	 Sylwia Czekaj
- Katarzyna Herman jako	 Halina Nogaj